# تيد فيليبس
تيد فيليبس (بالإنجليزية: Ted Phillips)‏ (21 أغسطس 1933 في المملكة المتحدة - 9 يناير 2018 بإبسوتش في المملكة المتحدة) هو مدرب كرة قدم ولاعب كريكت ولاعب كرة قدم بريطاني في مركز الهجوم. لعب مع إيبسويتش تاون وكولتشستر يونايتد ونادي لوتون تاون ونادي ليتون أورينت ونادي ليستون.

## وصلات خارجية
- تيد فيليبس على موقع قاعدة بيانات كرة القدم.إي يو (الإنجليزية)